# Polde Rener
Polde Rener-Boris slovenski pravnik, javni delavec in publicist, * 26. september 1922, Ravnje, † 10. oktober 1990, Sežana.

## Življenje in delo
Ljudsko šolo je končal v rojstnem kraju, gimnazijo z maturo pa v Postojni. Na Univerzi v Ljubljani je študiral pravo in leta 1955 diplomiral na Pravni fakulteti. Od januarja 1943 je bil aktivist Osvobodilne fronte. Po prihodu iz zapora novembra 1943 je nadaljeval delo aktivista Osvobodilne fronte in bil tudi partizanski učitelj. Njegovo partizansko ime je bilo Boris.
Po osvoboditvi je služboval v organih okrajnega ljudskega odbora Sežana, bil tajnik občine Divača in tajnik skupščine občine Sežana. Deloval je tudi na kulturno-prosvetnem področju. Po upokojitvi je se je posvetil proučevánju krajevne zgodovine. Poleg več člankov v časopisih je objavil brošuro Zublji na Vrheh, (COBISS) kroniko o Štjaku in okoliških vaseh.